# Corpo ungueale
Nell'anatomia umana il  corpo ungueale, chiamato anche lamina  o corpo dell'unghia, è una componente dell'unghia.

## Anatomia
Si ritrova sopra il letto ungueale, è la parte cornea, composta per la maggior parte da cheratina

## Fisiologia e composizione
Maggiore è la sua lunghezza e più rapidamente si disidrata. Composta principalmente di acqua (il 18% del peso totale) a seconda della quantità può essere fragile (se minore dell'8%) o apparire molle (se maggiore del 30%)